# Avenida Manuel Cepeda Vargas
La Avenida Manuel Cepeda Vargas es una de las vías arterias que recorre el occidente de Bogotá de Norte a sur, perteneciendo en su totalidad a la localidad de Kennedy.

## Nombre e historia
La nomenclatura de la vía es un homenaje al político y parlamentario colombiano Manuel Cepeda Vargas, asesinado en sus cercanías en 1994, en el cual se le asigna como calle 3 y Diagonal 3. Fue inaugurada en 2004 para albergar la Troncal Américas del Sistema TransMilenio que conecta el centro con el suroccidente de la capital.

## Trazado
Inicia su recorrido en el Monumento a Las Américas en el barrio Banderas, al finalizar la estación BRT homónima y continúa hasta la Avenida Agoberto Mejía en donde se encuentra la estación Transversal 86 para finalizar actualmente en la Avenida Cali, en la rotonda Las Américas, aledaña a la Biblioteca El Tintal.
Se prevé una ampliación futura hasta la Avenida Longitudinal de Occidente en la cual solo actualmente hay vías de acceso a los sectores de Tintalá y Patio Bonito (hasta la Carrera 87A) intersecándose también con la Avenida El Tintal y la ciclovía de la Alameda El Porvenir, donde en medio de los barrios se encuentra el Canal Américas.
La construcción futura también consta de una rotonda elevada sobre la futura troncal de la Avenida Ciudad de Cali para la ampliación de la vía hacia el occidente y evitar obstrucción del tráfico con el sistema BRT de TransMilenio.

## Barrios que la atraviesan
En cursiva barrios con futura ampliación
- Tintal
- Ciudadela La Primavera
- Jardines de Castilla
- Patio Bonito
- Tairona
- María Paz
- Tabakú
- Pío XII

## Sitios importantes
En cursiva, sitios beneficiados de ampliación
- Monumento a Las Américas
- Colegio Isabel II
- Estación Transversal 86
- Conjuntos residenciales de Tabakú
- Centro Comercial Tintal Plaza
- Ciudadela La Primavera
- Conjuntos residenciales de Tierra Buena

## Intersecciones
En cursiva, futuras intersecciones
- Avenida de Las Américas
- Avenida Agoberto Mejía
- Avenida Ciudad de Cali
- Carrera 87A
- Avenida El Tintal
- Alameda El Porvenir (Carrera 93)
- Avenida Longitudinal de Occidente

## Rutas SITP

### Rutas alimentadoras
Estación Banderas
- 8.5  Biblioteca El Tintal: Sin paraderos.[3]

### Rutas Zonales
- T48 Nueva Castilla-Puente Aranda: Pasa por la avenida sin paraderos.